# شورش شیخ احمد مدنی
شورش شیخ احمد مدنی شورشی در منطقه گرمسیرات ایران بود که از ژانویه ۱۷۳۰، زمانی که هوتک‌ها در حال بیرون رانده شدن از ایران بودند، تا می ۱۷۳۴، که شیخ احمد مدنی اسیر شد، ادامه یافت. بازماندگان شورش تا اواسط ژوئن ۱۷۳۴ به جنگ ادامه دادند تا اینکه سرانجام سرکوب شدند.
این شورش در نتیجه ضعف و بازسازی صفویان در اواخر سال ۱۷۲۹ آغاز شد. هوتک‌ها از ایران اخراج شدند و بسیاری به جای اینکه مسیر طولانی بازگشت به کرمان را طی کنند، به گرمسیرات گریختند. سران عرب ساحلی از این فرصت استفاده کردند و استقلال را به دست گرفتند و به افغان‌ها پناه دادند. مالیات‌های ظالمانه نیز عاملی برای شورش بود. بسیاری از اعراب به شیخ احمد مدنی پیوستند و نیروهای ایرانی که علیه مدنی فرستاده شده بودند نتوانستند او را شکست دهند زیرا فاقد نیروی دریایی کافی برای محاصره شورشیان بودند.
در نامه‌های کمپانی هند شرقی هلند گزارش شده‌است که او در حال جمع‌آوری درآمد در مناطق بین لار و شیراز است. در پاییز ۱۷۳۰ محمدعلی خان توانست چندین بار شورشیان را شکست دهد. اما محمدعلی از پذیرش هرگونه تلاش برای صلح امتناع ورزید زیرا می‌خواست یک بار برای همیشه به کار آن‌ها پایان دهد. او از انجام این کار بازماند و استحکامات احمد مدنی در امان ماندند. در اکتبر ۱۷۳۱ شیخ احمد مدنی بار دیگر لار را تصرف کرد و ارگ شهر را محاصره کرد اما به عقب پس زده شد و شکست خورد. با این حال شیخ احمد همچنان یک تهدید برای منطقه باقی ماند.
در سال ۱۷۳۲ محمدخان بلوچ با حدود ۱۲٬۰۰۰ نفر برای نابودی شیخ احمد مدنی فرستاده شد. با این حال، او به جای این کار به رقابت خود با حاکم جهرم پرداخت و کاری برای متوقف کردن شورشیان انجام نداد. در پائیز ۱۷۳۳ محمد خان بلوچ به کمک شیخ احمد مدنی علیه طهماسب قلی خان (نادر) قیام کرد که این پایان کار شورش بود. نادرشاه با کمک هلندی‌ها و انگلیسی‌ها علیه شورشیان لشکرکشی کرد. در ماه مه ۱۷۳۴، دژ احمد در مراغ سقوط کرد و شیخ احمد مدنی اسیر شد. در اواسط ژوئن ۱۷۳۴ لشکرکشی علیه شیخ احمد مدنی به پایان رسید. اما برخی از بقایای شورشی‌های شیخ احمد مدنی و محمدخان بلوچ به کیش گریختند و آن را برای مدت کوتاهی در مقابل نیروهای صفوی نگه داشتند.